# Katarzyna Węgrzyn
Katarzyna Węgrzyn (ur. 9 stycznia 2001 we Wrocławiu) – polska tenisistka stołowa, olimpijka z Paryża.

## Kariera sportowa
Sukcesy w mistrzostwach Polski:
| Konkurencja           | Złoto                  | Srebro           | Brąz       |
| gra pojedyncza kobiet | 2022, 2023, 2024       | -                | 2021, 2025 |
| gra podwójna kobiet   | 2022, 2023             | 2019, 2024, 2025 | 2020       |
| gra mieszana          | 2019, 2020, 2021, 2022 | 2024             | -          |

Na igrzyskach olimpijskich w Paryżu w grze pojedynczej wygrała pojedynek w eliminacjach. W 1/32 finału przegrała ze szwedką Lindą Bergstom. W zawodach drużynowych zajęła 9 miejsce przegrywając z reprezentantami Japonii.